# Lanistes elliptus
Lanistes elliptus là một loài ốc nước ngọt cỡ lớn, là động vật chân bụng sống dưới nước động vật thân mềm có mang và nắp (động vật chân bụng)|nắp ốc trong họ Ampullariidae, the cây táo snails.
Nó được tìm thấy ở Cộng hòa Dân chủ Congo, Malawi, và Mozambique.